# Falling Deeper
Albums de Anathema
We're Here Because We're Here
(2010) Weather Systems
(2012)

Falling Deeper est la quatrième compilation acoustique du groupe anglais de metal alternatif Anathema, publié le 5 septembre 2011.

## Liste des chansons
Toute la musique est composée par Anathema.
| No | Titre                  | Durée |
| -- | ---------------------- | ----- |
| 1. | Crestfallen            | 3:07  |
| 2. | Sleep in Sanity        | 3:54  |
| 3. | Kingdom                | 4:28  |
| 4. | They Die               | 2:11  |
| 5. | Everwake               | 3:09  |
| 6. | J’ai Fait Une Promesse | 4:24  |
| 7. | ...Alone               | 7:17  |
| 8. | We, the Gods           | 3:03  |
| 9. | Sunset of Age          | 7:41  |